# 「真実への逃避」〜ザ・アンクエスチョナブル・トゥルース (第一幕)
『「真実への逃避…」～ザ・アンクエスチョナブル・トゥルース(第一幕)』（The Unquestionable Truth (Part 1)）は、アメリカ合衆国のミクスチャー・ロック（ニュー・メタル）バンド、リンプ・ビズキットのミニアルバム。EPなのでスタジオ・アルバム扱いではない。

## 概要
- 2001年にバンドを脱退したウェス・ボーランドが2004年8月に復帰し、レコーディングを開始した。オリジナルメンバー全員が揃ってのアルバムリリースは5年ぶり。但しドラムのジョンは1曲のみの参加。
- 発売情報の事前告知やプロモーションを一切行わずに突然リリースした。アメリカ国内で初週に37,000枚を売り上げ、アルバム・チャートでは初登場24位。
- 作風は、バンド史上かつてなくヘヴィになり、全盛期にあったポップさがほぼ消滅している。収録中、ジョン・オットーが個人的な事情から欠席しており、代理のドラマーが演奏している。
- 2012年に『「真実への逃避」～ザ・アンクエスチョナブル・トゥルース(第二幕)』を制作中と発表されたが、続報は未だ無い[1]。

## 収録曲
1. The Propaganda - 5:16
2. The Truth - 5:28 - 演奏するバンドセッションの様子がYouTube上で公開されている。
3. The Priest - 4:59
4. The Key - 1:24
5. The Channel - 4:41
6. The Story - 3:56